# Hans Eiler Pedersen
Ikke at forveksle med Hans Pedersen
Hans Eiler Pedersen (født 18. oktober 1890 i Skårup, død 1. december 1971 i Gentofte) var en dansk gymnast, som deltog i OL 1912 i Stockholm.
Pedersen deltog på det danske hold i svensk system ved OL 1912, hvor blot tre hold stillede op på Stockholms Stadion. Holdene kunne bestå af 16-40 gymnaster, og det svenske hold vandt klart med 937,46 point foran Danmark med 898,84 point, mens Norge blev nummer tre med 857,21 point.